# Parachlorota morettoi
Parachlorota morettoi är en skalbaggsart som beskrevs av Soula 2002. Parachlorota morettoi ingår i släktet Parachlorota och familjen Rutelidae. Inga underarter finns listade i Catalogue of Life.